# Бака (пигмейский язык)
Бака (также известен под названиями Be-bayaga, Be-bayaka и Bibaya de L’est) — диалектный кластер убангийских языков, распространённый среди народа бака пигмейской расы, живущего в Камеруне и Габоне. Несмотря на этническое родство народа бака с соседним народом ака, вместе с которым они известны под общим названием мбенга (Bambenga), их языки не родственны друг другу, за исключением лексикона, связанного с лесной охотой и собирательством, что свидетельствует о переходе пигмеев на языки соседних народов около 1500 г. н. э. (бака перешли на убангийский язык, а ака — на язык банту).
Лексика, связанная с проживанием в лесу (названия съедобных растений, медицинских растений, слова, связанные со сбором мёда — в целом около 30 % лексикона всего языка) не относится к убангийским языкам и может быть наследием вымерших пигмейских языков. Однако, кроме сходства с лексикой соседнего народа ака, отсутствуют какие-либо свидетельства сходства с языками других пигмейских народов.
В рамках континуума бака существуют три диалекта: гунди (нгунди), ганзи и масса (лимасса). Большинство носителей масса позднее перешли на гунди, на котором сейчас говорят 9000 человек.
Письменность на латинской основе.
| Алфавит бака (2009) | Алфавит бака (2009) | Алфавит бака (2009) | Алфавит бака (2009) | Алфавит бака (2009) | Алфавит бака (2009) | Алфавит бака (2009) | Алфавит бака (2009) | Алфавит бака (2009) | Алфавит бака (2009) | Алфавит бака (2009) | Алфавит бака (2009) | Алфавит бака (2009) | Алфавит бака (2009) | Алфавит бака (2009) | Алфавит бака (2009) | Алфавит бака (2009) | Алфавит бака (2009) | Алфавит бака (2009) | Алфавит бака (2009) | Алфавит бака (2009) | Алфавит бака (2009) | Алфавит бака (2009) | Алфавит бака (2009) | Алфавит бака (2009) | Алфавит бака (2009) | Алфавит бака (2009) | Алфавит бака (2009) | Алфавит бака (2009) | Алфавит бака (2009) | Алфавит бака (2009) | Алфавит бака (2009) |
| ------------------- | ------------------- | ------------------- | ------------------- | ------------------- | ------------------- | ------------------- | ------------------- | ------------------- | ------------------- | ------------------- | ------------------- | ------------------- | ------------------- | ------------------- | ------------------- | ------------------- | ------------------- | ------------------- | ------------------- | ------------------- | ------------------- | ------------------- | ------------------- | ------------------- | ------------------- | ------------------- | ------------------- | ------------------- | ------------------- | ------------------- | ------------------- |
| A                   | B                   | Ɓ                   | D                   | Ɗ                   | E                   | Ɛ                   | G                   | GB                  | H                   | I                   | J                   | K                   | KP                  | L                   | M                   | MB                  | N                   | ND                  | NG                  | NGB                 | NJ                  | NY                  | O                   | Ɔ                   | P                   | S                   | T                   | U                   | W                   | Y                   | ʼ                   |
| a                   | b                   | ɓ                   | d                   | ɗ                   | e                   | ɛ                   | g                   | gb                  | h                   | i                   | j                   | k                   | kp                  | l                   | m                   | mb                  | n                   | nd                  | ng                  | ngb                 | nj                  | ny                  | o                   | ɔ                   | p                   | s                   | t                   | u                   | w                   | y                   | ʼ                   |
| МФА                 |                     |                     |                     |                     |                     |                     |                     |                     |                     |                     |                     |                     |                     |                     |                     |                     |                     |                     |                     |                     |                     |                     |                     |                     |                     |                     |                     |                     |                     |                     |                     |
| a                   | b                   | ɓ                   | d                   | ɗ                   | e                   | ɛ                   | ɡ                   | ɡ͡b                  | h                   | i                   | d͡ʒ                  | k                   | k͡p                  | l                   | m                   | ᵐb                  | n                   | ⁿd                  | ŋ                   | ᵑɡ͡b                 | ⁿd͡ʒ                 | ɲ                   | o                   | ɔ                   | p                   | s                   | t                   | u                   | w                   | j                   | ʔ                   |

Верхний тон обозначается акутом (á é ɛ́ í ó ɔ́ ú), низкий — грависом (à è ɛ̀ ì ò ɔ̀ ù), средний тон на письме не обозначается.